# Super! - Il gioco di ruolo dei supereroi
Super! - Il gioco di ruolo dei supereroi (BASH - Basic Action Super Heroes) è un gioco di ruolo supereroistico scritto da Chris Rutkowsky e pubblicato nel 2005. La traduzione italiana è stata pubblicata  licenza da Inspired Device dal 2008 al 2013.
Il sistema di gioco di Super! è stato pensato per offrire anche a principianti o semplici appassionati la possibilità di vivere le avventure dei supereroi di fumetti e cinema.